# Virginiai fogasfürj
A virginiai fogasfürj (Colinus virginianus) a madarak osztályának tyúkalakúak (Galliformes) rendjébe és a fogasfürjfélék (Odontophoridae) családjába tartozó faj.

## Rendszerezése
A fajt Carl von Linné svéd természettudós írta le 1758-ban, a Tetrao nembe Tetrao virginianus néven.

## Alfajai
- Colinus virginianus aridus Aldrich, 1942
- Colinus virginianus atriceps (Ogilvie-Grant, 1893)
- Colinus virginianus coyolcos (Statius Muller, 1776)
- Colinus virginianus cubanensis (G. R. Gray, 1846)
- Colinus virginianus floridanus (Coues, 1872)
- Colinus virginianus godmani Nelson, 1897
- Colinus virginianus graysoni (Lawrence, 1867)
- Colinus virginianus harrisoni Orr & Webster, 1968
- Colinus virginianus insignis Nelson, 1897
- Colinus virginianus insulanus Howe, 1904
- Colinus virginianus maculatus Nelson, 1899
- Colinus virginianus minor Nelson, 1901
- Colinus virginianus nigripectus Nelson, 1897
- Colinus virginianus pectoralis (Gould, 1843)
- Colinus virginianus ridgwayi Brewster, 1885
- Colinus Colinus virginianus salvini Nelson, 1897
- Colinus virginianus taylori Lincoln, 1915
- Colinus virginianus texanus (Lawrence, 1853)
- Colinus virginianus thayeri Bangs & J. L. Peters, 1928
- Colinus virginianus virginianus (Linnaeus, 1758)

## Előfordulása
Kanada déli, az Amerikai Egyesült Államok keleti részétől Mexikóig, valamint Guatemala területén honos. 
Kuba szigetére nagyon régen betelepítették, ott mára egy különálló alfaj alakult ki.
Eredeti hazáján kívül betelepítették a következő országokba is : 
Bahama-szigetek, Dominikai Köztársaság, Haiti, Jamaica, Puerto Rico, Amerikai Virgin-szigetek, Antigua és Barbuda, Guadeloupe, Martinique, Barbados, Bermuda, Olaszország, Franciaország, Portugália, Kína és Új-Zéland.
A természetes élőhelye mérsékelt övi erdők és bokrosok.

## Megjelenése
Testhossza 25 cm, testtömege 150-200 gramm. Feltűnő színei dacára jól el tud rejtőzni a bokrok között, ha megzavarják, lelapul a földre. Színére inkább a barna a jellemző, jóval kevésbé vörös, mint a szemléltető képen. Hasa fehéren pettyezett. A hím fején fekete és fehér csíkok váltják egymást.
A két ivar mérete ugyanakkora, csak szemöldöksávjuk és torokfoltjuk színezetében különböznek egymástól. Ezek a hímnél fehér színűek, míg a tojónál bézs színűek. 
|  |  |

## Életmódja
A földön keresi növényi részekből, magokból, levelekből, gyökerekből álló táplálékát, de időnként gerincteleneket is eszik. 
Ősszel és télen 5-30 fős csapatokban, úgynevezett „téli társaságokban” él. Éjjelente kör alakban egy földbe vájt mélyedésbe fekszenek le, úgy, hogy fejüket kifelé fordítják, miközben kölcsönösen melegítik egymást. Ennek előnye, hogy a madarak ebben a helyzetben bármely irányból érkező ellenséget időben fel tudják ismerni. Veszély esetén a fogasfürjek minden irányba szétrepülnek, így megzavarják a támadót.
A csoportok tavasszal felbomlanak, a madarak költési időszakban párosával élnek.

## Szaporodása
Áprilisban a hím párzási  territóriumot alakít ki és ezen belül egy magasabb helyről hallatja hangos „bob-vejt”-nek hangzó kiáltását.
A feléje közeledő tojót úgy próbálja a hím meghódítani, hogy fel-le járkál előtte, közben szárnyait szétterjeszti és meghajol.
A virginiai fogasfürjek már egyévesen ivarérettek és akár évente kétszer is költhetnek.
Talajra rakja korhadó növényi részekből készített fészkét. Fészekalja 14-16 tojásból áll, melyeken 23 napig kotlik. A fiókák fészekhagyók. A fiatal fogasfürjek néhány nappal kikelésük után már tudnak repülni és nyolc hetes korukra elérik kifejlett nagyságukat.
|  |

## Külső hivatkozások
- Képek az interneten a fajról
- Internet Bird Collection - videók a fajról